# دیر سنت گال
دیر سنت گال (به لاتین: Abbey of Saint Gall) یک دیر در سوئیس است که در سنت گالن، سوئیس واقع شده است.
این مجموعه در سال ۱۹۸۳ میلادی در فهرست میراث جهانی یونسکو ثبت شده است.